# Cressensac-Sarrazac
Cressensac-Sarrazac es una comuna nueva francesa situada en el departamento de Lot, de la región de Occitania.

## Historia
Fue creada el 1 de enero de 2019, en aplicación de una resolución del prefecto de lot de 2 de agosto de 2018 con la unión de las comunas de Cressensac y Sarrazac, pasando a estar el ayuntamiento en la antigua comuna de Cressensac.

## Demografía
Según los datos aportados en la resolución del prefecto de Lot, la comuna se crea con 1177 habitantes.

## Composición
| Comuna fusionada | Código INSEE | Población (2016) | Superficie (km²) | Densidad (hab./km²) |
| ---------------- | ------------ | ---------------- | ---------------- | ------------------- |
| Cressensac       | 46083        | 627              | 23.04            | 27                  |
| Sarrazac         | 46298        | 504              | 18.38            | 27                  |